# André Weil-Curiel
Pour les articles homonymes, voir Weil et Curiel.
André Weil-Curiel, né le 1er juillet 1910 à Paris et mort le 11 janvier 1988 à Paris, est un avocat, résistant, conseiller municipal socialiste, puis non-inscrit de Paris (IIe arrondissement) de 1959 à 1965.

## Biographie
André Weil-Curiel est né le 1er juillet 1910 à Paris. Il milite aux Jeunesses socialistes, puis à la Section française de l'Internationale ouvrière (SFIO). 

### La Résistance
André Weil-Curiel est un des premiers à s'engager dans la France Libre en juillet 1940.
Le chef de cabinet du général, le lieutenant Hettier de Boislambert, lui confie la mission de dénombrer, recruter et organiser en France les Français favorables au général. Weil-Curiel rentre donc en France en août 1940. Il parcourt le pays, rencontrant des personnes d’horizons politiques différents, afin de les rassembler et de les orienter vers la France libre.
À la fin de l'année 1940, il rejoint le Réseau du musée de l'Homme avec Léon-Maurice Nordmann et Albert Jubineau, ayant fondé avec lui un groupe clandestin, Avocats socialistes.
Il participe à la manifestation du 11 novembre 1940 qui débute tôt le matin à 5 h 30 quand André Weil-Curiel, Léon-Maurice Nordmann et Michel Edinger, membres du réseau du Musée de l'Homme, déposent devant la statue de Georges Clemenceau en bas des Champs-Élysées une gerbe « en témoignage d'admiration envers l'homme qui ne voulut jamais capituler et ne désespéra pas de la Patrie ». La gerbe est entourée d'un ruban tricolore et accompagnée d'une « carte de visite » en carton d'un mètre de long, portant l'inscription, vite enlevés par les autorités.
La suite de ses activités est moins bien connue et lui a attiré des soupçons. Le colonel Passy, chef du BCRA à l’époque (les services secrets gaullistes), rapporte dans ses mémoires que Boislambert ne tenait aucune archive et que lui-même ignorait la mission de Weil-Curiel. Au retour de celui-ci, il a considéré de bonne foi que Weil-Curiel n’avait pas eu de mission, ce qui aurait pu avoir pour lui de sérieuses conséquences, alors même que ses rapports adressés à la France libre étaient « remarquables ». Accueilli en suspect à son retour à Londres en avril 1942, Weil-Curiel fut envoyé finir la guerre comme lieutenant en Polynésie. 
Il a reçu la médaille de la Résistance française. 

### Conseiller municipal de Paris
André Weil-Curiel est conseiller municipal socialiste, puis non-inscrit de Paris (IIe arrondissement) de 1959 à 1965.

## Œuvre
- André Weil-Curiel. Règles du savoir vivre à l'usage d'un jeune Juif de mes amis. Préface de Leon-Paul Fargue de l'Académie Mallarmé. Éditions du Myrte: Paris, 1945[9], republication aux éditions Fario, collection Théodore Balmoral, (avec la préface de Léon-Paul Fargue et une note bio-bibliographique de Thierry Bouchard), mars 2023.
- André Weil-Curiel. Le Temps de la honte. Éditions du Myrte: Paris, 1945-1947[10]. Titres des trois volumes: I.  jour se lève à Londres (24 octobre 1945) ; II. Éclipse en France (13 avril 1946) ; III. Un voyage en enfer (5 novembre 1947).
- André Weil-Curiel & Raymond Castro. Spoliations et restitutions. Paris, 1945[11]